# Kralj lavova 2: Simbin ponos
Kralj lavova 2: Simbin ponos (eng. The Lion King II: Simba's Pride) je američki animirani film redatelja Darrella Rooneya iz 1998. godine. Nastavak je Kralja lavova iz 1994. godine.

## Uloge
- Matthew Broderick i Cam Clarke kao Simba/Rakan Rushaidat
- Moira Kelly kao Nala
- Neve Campbell i Liz Callaway kao Kiara
- Jason Marsden i Gene Miller kao Kovu
- Michelle Horn i Charity Sanoy kao mlada Kiara
- Ryan O'Donohue kao mladi Kovu
- Suzanne Pleshette kao Zira
- Andy Dick kao Nuka/Krešimir Mikić
- Jennifer Lien kao Vitani
- Lacey Chabert i Crysta Macalush kao mladi Vitani
- Nathan Lane kao Timon/Dražen Bratulić
- Ernie Sabella kao Pumbaa/Ljubo Zečević
- Robert Guillaume kao Rafiki/Pero Kvrgić
- Edward Hibbert kao Zazu/Ranko Tihomirović
- James Earl Jones kao Mufasa/Zvonimir Zoričić
- Jim Cummings kao Scar/Siniša Popović